# Obion
Obion, de son vrai nom Erwan Lucas, né le 8 février 1977 à Concarneau, est un illustrateur, scénariste et dessinateur français de bande dessinée, vivant à Brest.

## Biographie
À ses débuts, Obion a fait partie d'un groupe d'auteurs issus de l'école des Beaux-Arts de Brest, qui crée en 1997 le fanzine Le Violon dingue, dont cinq numéros paraissent. Son premier album, Le Déserteur (sur un scénario de Kris), paraît en 2003 aux éditions Delcourt. Un deuxième tome suit en 2005.
Toujours avec Kris, Obion raconte les aventures de deux jeunes auteurs de BD à travers les strips de KR-OB art, publiés dans le magazine Pavillon Rouge. À la fin du magazine, les aventures de Kr et Ob paraissent sur le site Bulledair jusqu'en 2005.
Également graphiste du groupe Médiavolo, Obion réalise les visuels de leur premier 4 titres Perdu dans l'espace, ainsi que de leurs deux albums, Soleil sans retour (Saravah 2004) et A secret sound (Kalinkaland 2006). 
En 2005, il remporte le prix du Ballon Rouge au festival de St Malo.
En 2007, Obion dessine l'album Vilebrequin, sur un scénario d'Arnaud Le Gouëfflec pour le label KSTR. L'album reçoit le Grand prix de la ville de Lyon et le Prix jeunesse France Télévisions en 2008.
La même année, Joann Sfar et Lewis Trondheim annoncent qu'Obion reprend le dessin de la série Donjon Crépuscule. Il dessine le Donjon 106, Révolutions paru en 2008 chez Delcourt.
En 2010 parait Love blog, album réalisé avec Gally, album humoristique pour public averti. De fin 2012 à début 2014, Obion dessine les aventures de Ulrg, chaque mois dans le magazine Phosphore. En 2013, il rejoint L'Atelier Mastodonte, initié par Lewis Trondheim au scénario et prépublié dans les pages du Journal de Spirou : Obion y contribue, et ses planches sont diffusées dans les tomes III à VI de 2013 à 2019 (Dupuis).  Le journal de Spirou publie aussi Ob’Sessions, une série de strips à jeux de mots,
De fin 2012 à début 2014, il crée, pour le magazine Phosphore, les aventures de Ulrg. Il a également été illustrateur récurrent de la revue belge Philéas et Autobule.
En 2015 parait Soucoupes, sur un scénario d'Arnaud Le Gouëfflec aux éditions Glénat. L'album reçoit le Prix Coups de cœur du public au prix de la meilleure bande dessinée de science-fiction des Utopiales et le Prix spécial du jury du Festival de Lyon en 2015. 
En 2016, à l’occasion d’une résidence au musée gallo-romain de Lyon, Obion réalise une trentaine de planches qui y seront exposées puis publiées en album sous le titre Obion au musée, aux éditions Lapin.
En 2017 parait le premier tome de Mamma mia ! Tome 1. La famille à dames a été prépublié par le magazine Spirou à partir de 2017 et est scénarisé par Lewis Trondheim,,. 
Sortie fin 2019 chez Fluide Glacial,, la bande dessinée Star Fixion est co-scénarisée par Jorge Bernstein. Egalement bien accueilli par la critique, l'album est d'ailleurs sélectionné pour le prix de la BD du Point - Prix Wolinski.
Fin 2019 également, dans le cadre d'une résidence à l'initiative de Québec BD et Lyon BD Festival, Obion collabore avec la dessinatrice Bach pour une série de planches sur le Musée de la civilisation de Québec.
En février 2021 est publié Une rentrée presque normale premier tome de Chihuahua aux éditions BD Kids dans lequel les co-auteurs de l'Atelier Mastodonte Nob, Jousselin, Lewis Trondheim et Obion se retrouvent.

## Œuvres publiées

### Albums
- Le Déserteur (dessin), avec Kris (scénario), Delcourt, coll. « Terres de légende » :

1. Nuit de chagrin, 2003
2. Gharojaï, 2005

- La Mauvaise Graine, Danger Public, coll. « Miniblog », 2007
- Vilebrequin (dessin), avec Arnaud Le Gouëfflec (scénario), Casterman, 2007
- Love blog, avec Gally, Delcourt, 2010
- Soucoupes (dessin), avec Arnaud Le Gouëfflec (scénario), Glénat, 2015
- Obion au Musée (scénario, dessin), Éditions Lapin, 2016
- L'Atelier Mastodonte, tomes 3 à 6, Dupuis, 2015-2019[14]
- Mamma mia !, scénario de Lewis Trondheim, Dupuis

1. La Famille à dames, avril 2019

- Star fiXion[15] (dessin, couleurs et scénario), scénario de Jorge Bernstein, éd. Fluide Glacial, novembre 2019  (ISBN 978-2378782351)
- Donjon Crépuscule, scénario de Lewis Trondheim et Joann Sfar, Delcourt :
  -  106, Révolutions,  2009
  -  112, Pourfendeurs de démons, juin 2021

#### Chihuahua
Chihuahua, Paul le seul humain dans son école. Fantastique, Humour et Jeunesse 
- 1 Une rentrée presque normale, Bayard coll. BD Kids, février 2021
Scénario et dessin : Lewis Trondheim, Pascal Jousselin, Nob, Obion -  (ISBN 979-10-36325-39-7)
- 2 Une journée un peu humide, Bayard coll. BD Kids, février 2022
Scénario : Lewis Trondheim - Dessin : Obion -  (ISBN 979-10-36332-11-1)

Albums collectifs
- Tribute to Popeye, éditions Charrette, 2010
- La BD est Charlie, Glénat, 2015
- La Galerie des gaffes, Dupuis, 2017
- Fluide Glacial des étoiles, Fluide Glacial, 2017
- Fluide Glacial vs. Spirou - Guerre & Presse, Fluide Glacial, 2018

## Récompenses
2006 : Prix du ballon rouge, revenant à un jeune prometteur à Quai des Bulles.
2008 : Prix Jeunesse France Télévision et Grand Prix de la Ville de Lyon pour Vilebrequin. 
2015 : Prix Coup de cœur du public aux Utopiales et Prix spécial du Jury du festival de Lyon pour Soucoupes.